# مردم بومی قاره آمریکا
سُرخ‌پوست یا بومیان آمریکا یا هندی‌های سرخ به مردم بومی قاره آمریکا گفته می‌شود که قبل از استعمار اروپا در آمریکا آنجا زندگی می‌کردند. منشأ سرخ‌پوست‌ها به آسیای شرقی بازمی‌گردد. اولین مواجهه با سرخ پوستان توسط مردمان خارج از قاره آمریکا در طول تاریخ مربوط به ارتباط تعدادی از دریانوردان وایکینگ است که از طریق جزایر شمال اقیانوس اطلس به قارهٔ آمریکا راه یافتند. این ارتباط بلند مدت نبود و تا اواخر قرن پانزدهم ارتباطی بین آمریکا و اروپا برقرار نبود. کریستف کلمب، پس از اکتشاف و ورود به قارهٔ آمریکا با این گونهٔ نژادی مواجه شد. در حال حاضر میلیون‌ها نفر از بومیان آمریکا به علاوه میلیون نفرها از ترکیپ نژادی اروپایی و بومی در قاره آمریکا زندگی می‌کنند به این افراد مستیسو می‌گویند.

## پیشینه

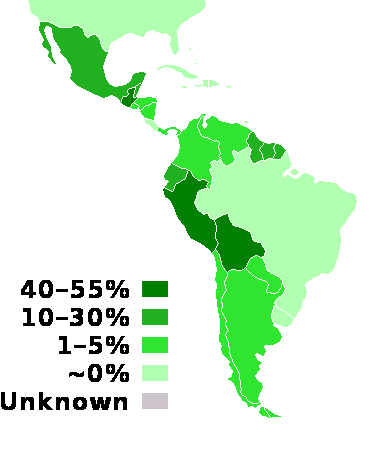
درصد سرخ‌پوست‌ها در کشورهای آمریکای لاتین.

ورود سرخ‌پوستان به آمریکا را نزدیک به سی هزار سال پیش برآورد کرده‌اند. این اقوام در هنگام سرما و یخبندان از آسیا و از تنگهٔ برینگ وارد قارهٔ آمریکای شمالی شده‌اند و بعد از چندین نسل به جنوب آمریکا نیز راه یافتند. در کرانه‌های کالیفرنیا جامانده‌هایی احتراق آتش پیدا شده که طبق داده‌های باستان‌شناسی به ۲۵۰۰۰ سال پیش بازمی‌گردد. زندگی مدرن و شهرنشینی در آمریکای باستان از حدود سال‌های برابر با میلاد مسیح آغاز می‌شود و در سال ۸۰۰ میلادی با تمدن مایا به اوج شکوفایی خود می‌رسد. در سال‌های پس از آن تمدن‌های دیگری مانند اولمک و آزتک در آمریکای شمالی و تمدن اینکا در آمریکای جنوبی سال‌های درخشانی را به‌ویژه در زمینهٔ معماری و هنر تجربه می‌کنند. با ورود اروپاییان در سال ۱۴۹۲ به قاره آمریکا در پی کشتارهای جمعی و شیوع بیماری‌های متعدد، تمدن‌های اینکا و آزتک کم‌کم رنگ باختند و به نابودی دچارشدند.
سرخ‌پوستان با ورود اروپاییان با بیماریهای همه‌گیر، نابودی فرهنگ و از دست رفتن خاک روبرو شدند.
جنگجویان سرخ‌پوست کمابیش نام‌های برگرفته از خوی‌های جانوران دارند. نامهایی چون «گاو نشسته»، «اسب دیوانه» و «خرس ایستاده» نام‌هایی پرافتخار در تاریخ سرخ‌پوستان هستند.

## هنر

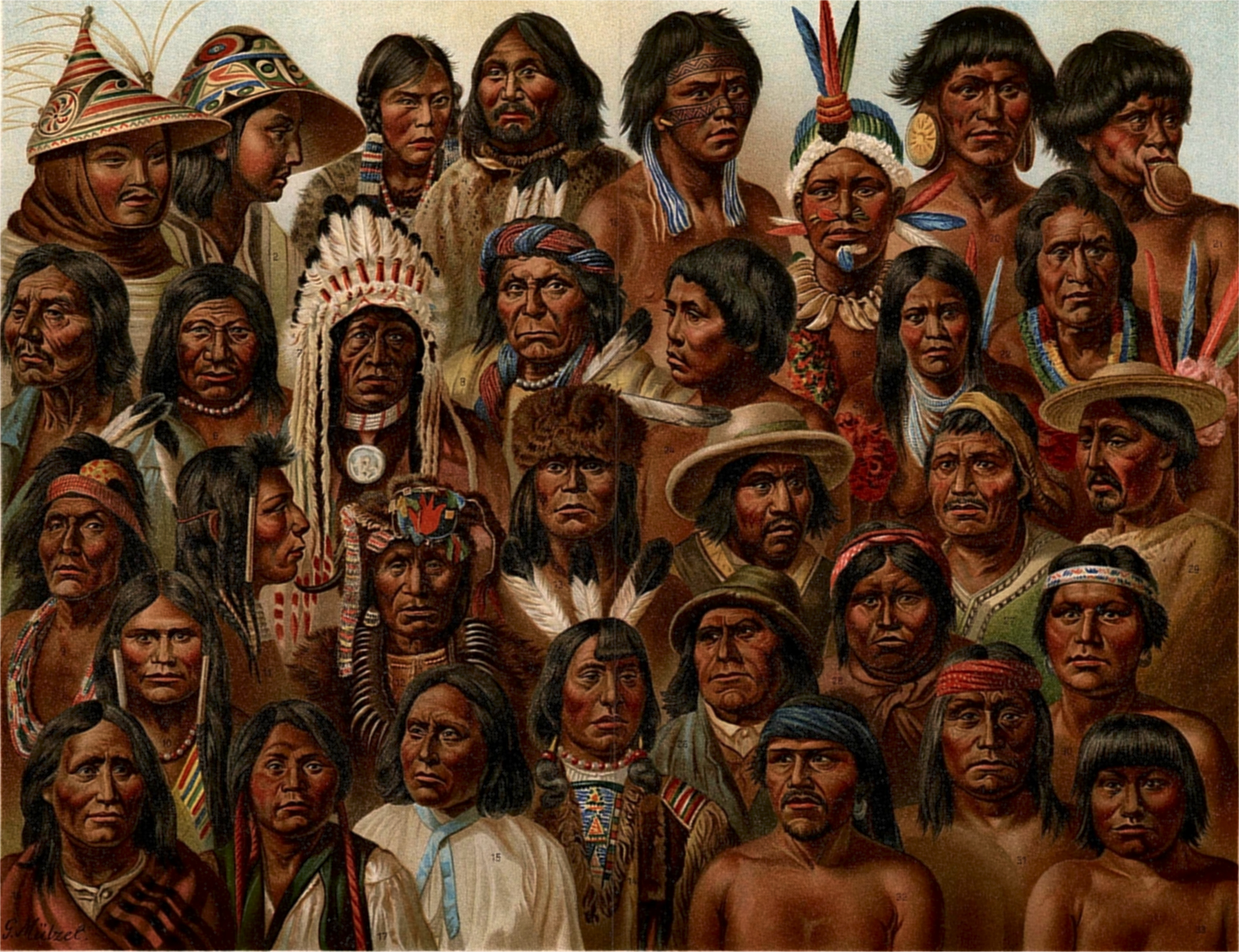
یک نقاشی از گروه‌های نژادیِ گوناگونِ بومی قارهٔ آمریکا در اوایل سدهٔ بیستم میلادی

هنر در میان سرخ‌پوستان آمریکا به‌ویژه در تمدن‌های موجود در آمریکای مرکزی اهمیت بسزایی داشت. دورهٔ هنری در آمریکای مرکزی از ۱۵۰۰ پیش از میلاد آغاز و تا سده ۱۶ مطابق با زمان فتح مکزیک به‌دست ارنان کورتس اسپانیایی ادامه می‌یابد؛ که اوج آن در دوره ۳۰۰ تا ۹۰۰ میلادی بوده است. هنر اصلی این گونه پیکرتراشی و تندیس‌سازی بود و امروزه تندیس‌ها و صورتک‌های بسیاری از آن دوره که به‌نظر می‌رسد کاربرد مذهبی داشته به جای مانده است.

## تمدن و معماری

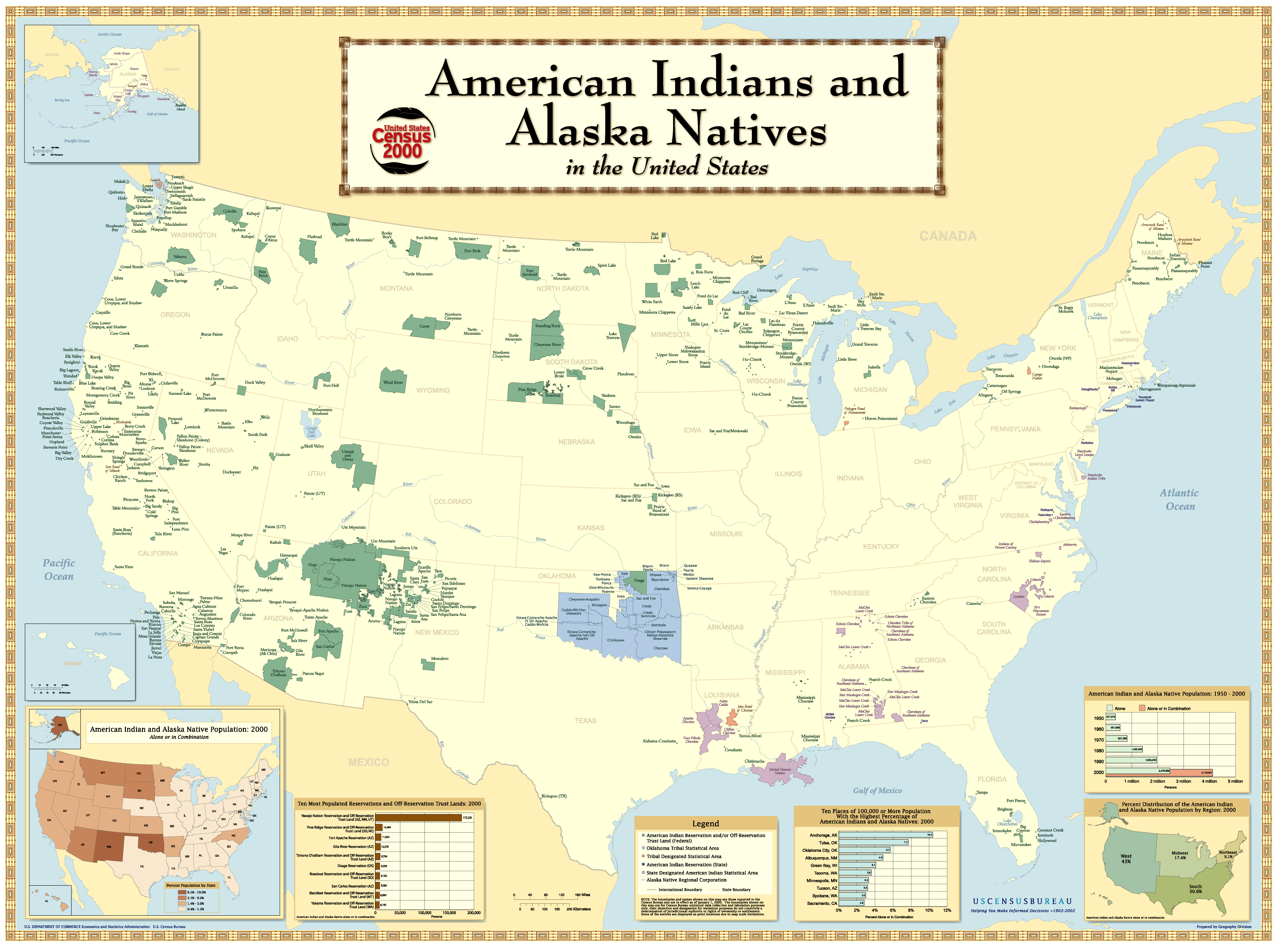
سرخ‌پوستان ایالات متحده آمریکا

در گوشه و کنار قارهٔ آمریکا آثار بایسته‌ای از تمدن‌های بشری به‌چشم می‌خورد که در میان آن‌ها نام تمدن تئوتی‌هواکان و تمدن قوم مایا، تمدن اولمک و تمدن اینکاها و در نهایت آزتکها شهرت بیشتری دارد. بیشتر این شهرت به‌خاطر معماری‌های شگفت‌انگیزی‌ست که از ایشان باقی‌مانده است. وجود بناهای بلند و با شکل هندسی دقیق مانند بنای مونته آلبان در مکزیک و نیز زیگورات چیچن ایتسا نمونه ای از معماری این گونه است. در آمریکای جنوبی نیز ال دورادو یا شهر گمشدهٔ طلا و شهر باستانی کوسکو در پرو از دورهٔ تمدن اینکاها شناخته شده‌اند. اکثر این بناها با سرستون‌ها و تزئینات رنگی مختلف تزیین شده‌اند که عموم آنها طی چند صد سال رنگ باخته‌اند.

## دبیره
مایاها از نخستین اقوامی بودند که از خط بهره بردند. گونه‌ای خط هیروگلیفی اندیشه‌نگاشت از ایشان به‌جا مانده است که امروزه تقریباً رمزگشایی شده. مایاها همچنین بیش از هزار جلد کتاب که بیشتر آن‌ها تاشوی آکاردئونی بودند را از خود به جای گذاشته‌اند که امروزه تنها تعداد انگشت‌شماری از آن‌ها به جامانده است و بیشتر آن‌ها یا در درازای زمان از میان رفتند یا به‌دست استعمارگران اروپایی از بین رفته‌اند.

## زبان‌های رایج

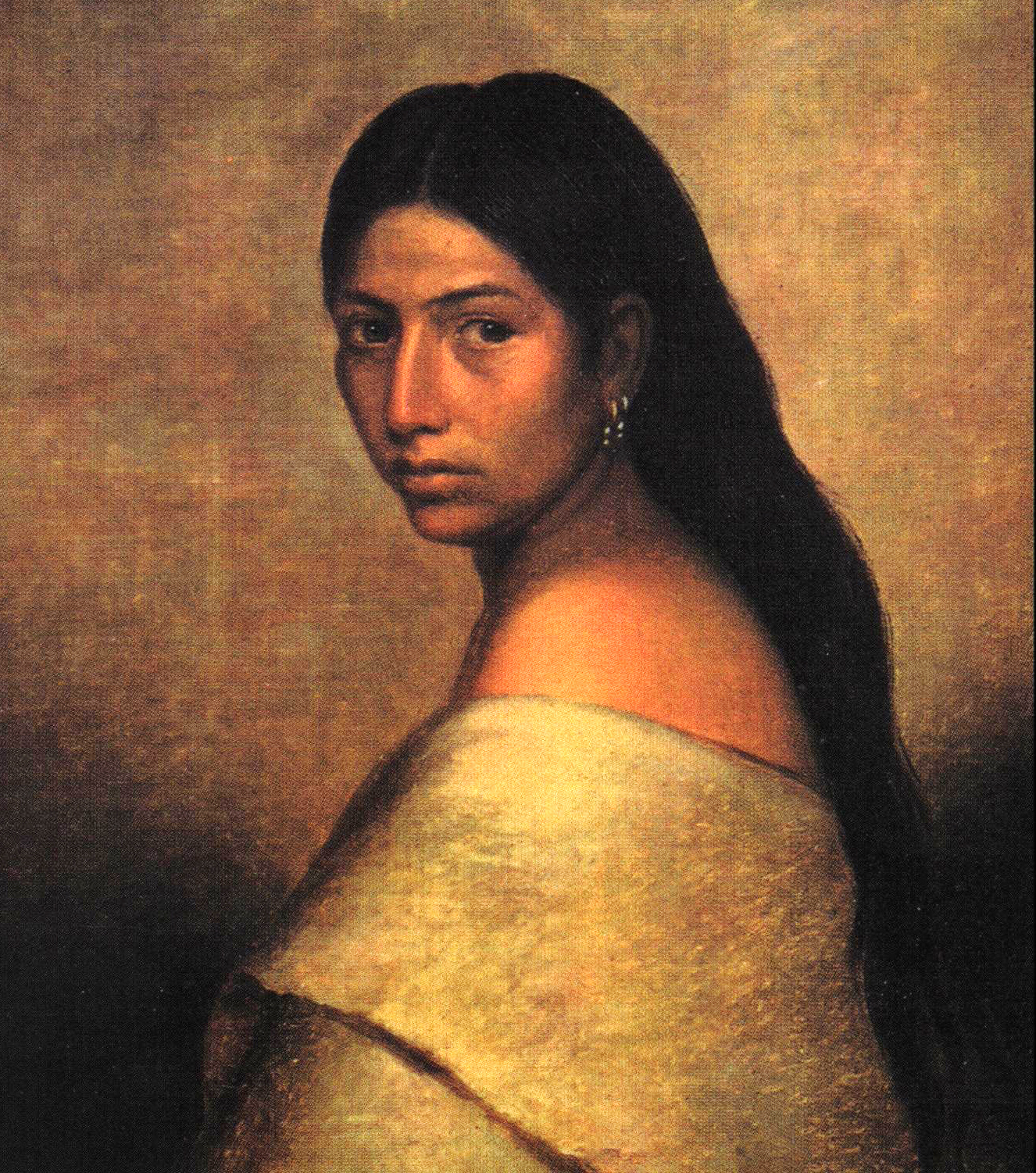
دختر سرخ‌پوست، اثر پی. رومر

در آمریکای باستان زبان‌های فراوانی رواج داشته است که همگی به عنوان اعضای خانوادهٔ زبان‌های التصاقی شناخته می‌شوند. اما تا کنون هیچ خویشاوندی نزدیکی میان زبانهای این گروه از اقوام با دیگر این دسته زبانها شناخته نشده. امروزه شمار گویش‌وران این زبان در مکزیک به ۲ میلیون نفر و در ایالات متحده به نزدیک ۱/۵ میلیون نفر می‌رسد. در کشورهای دیگری مانند گواتمالا، پرو، بولیوی، پاراگوئه، اکوادورو آلاسکا جمعیت بسیاری به یکی از زبان‌های بومیان آمریکایی گفتگو می‌کنند. این زبان‌ها در آمریکای مرکزی شامل ناهواتل (آزتکی نو) در ایالات متحده و مکزیک و زبان‌های مایایی در نواحی گواتمالا و پاناما همچنین گوارانی در برزیل و پاراگوئه، آیمارا و کچوا در بولیوی پرو و اکوادور می‌باشد. حتی زبان آیمارا در پرو و گوارانی در پاراگوئه طی برهه ای در دو دهه پیش به عنوان زبان بومی رسمی شناخته شده‌اند. گوارانی هم‌اکنون نیز در پاراگوئه زبان پراستفاده است.
برخی قبایل سرخ‌پوستان به مدت دو قرن در بردگی سفیدپوستان بودند.
سران قبیله‌های سرخ‌پوست در کانادا با فرانسوی‌ها و انگلیسی‌ها پیمان‌نامه‌هایی امضا کردند تا صلح در مناطق سرخ‌پوستی برقرار شود.

## سرخ‌پوستان آمریکای شمالی
سرخ‌پوستان کانادا

## تعدادی از قبیله‌ها
- آپاچی
- آزتک
- اینکا
- قوم مایا
- پوئبلو
- چیمو
- اولمک
- تولتک
- ناواهو

## نگارخانه

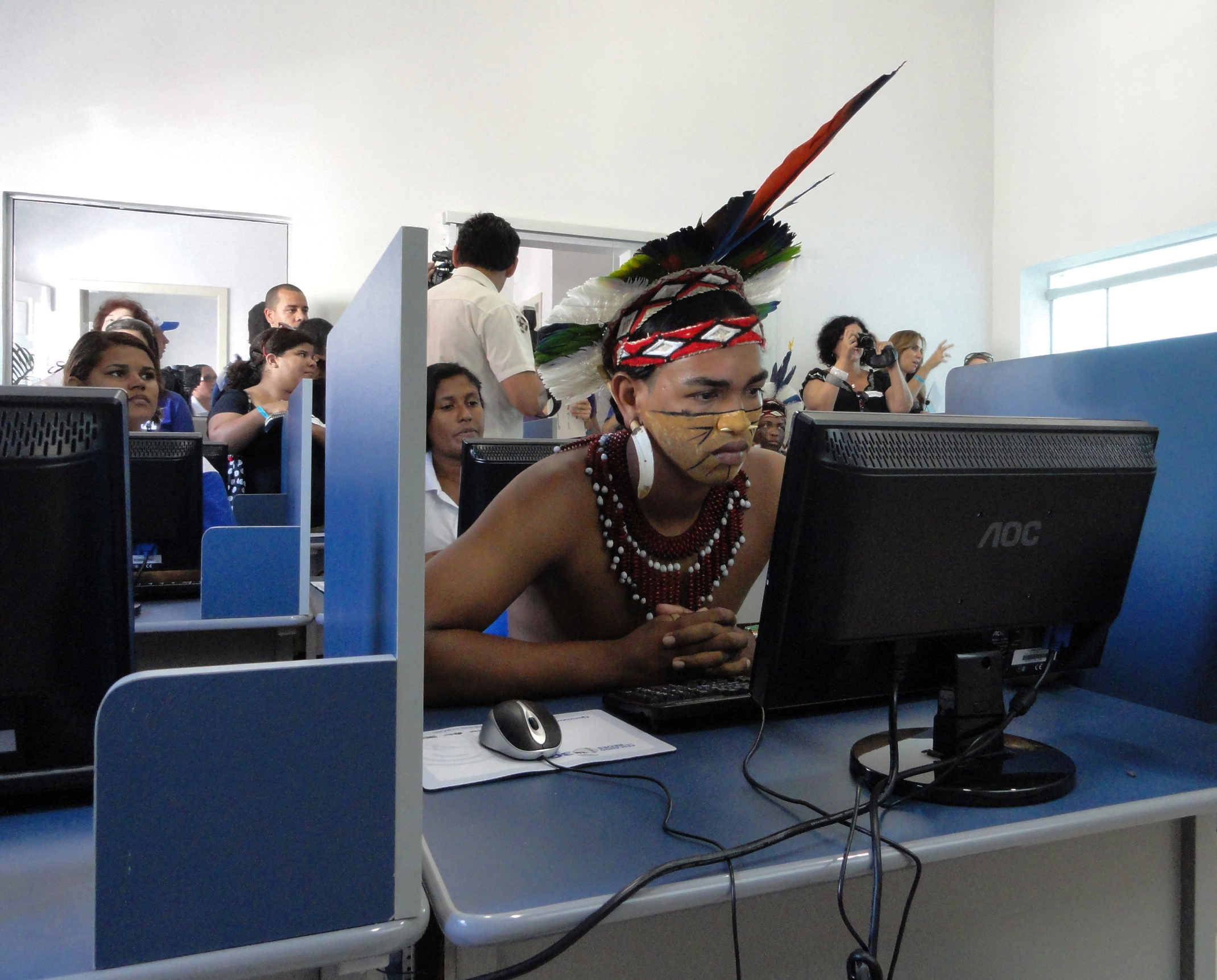
یک سرخ‌پوست درحال تعامل با رایانه در باهیا
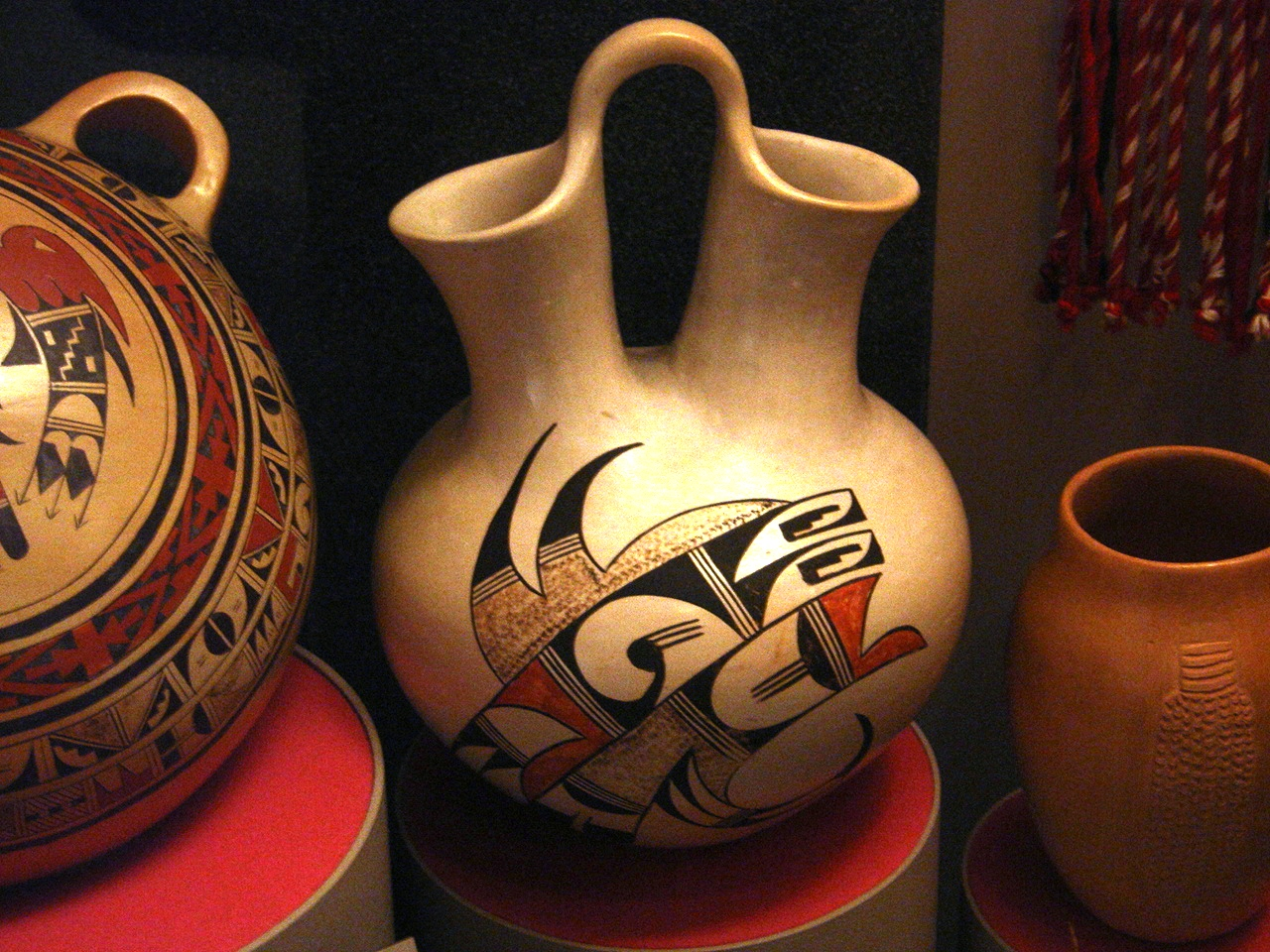
نمونه صنایع دستی کهن سرخ‌پوستان آمریکا. کاسه سفالی واقع در موزه ایالتی آریزونا